# Butrymowce (gromada)
Butrymowce – dawna gromada, czyli najmniejsza jednostka podziału terytorialnego Polskiej Rzeczypospolitej Ludowej w latach 1954–1972.
Gromady, z gromadzkimi radami narodowymi (GRN) jako organami władzy najniższego stopnia na wsi, funkcjonowały od reformy reorganizującej administrację wiejską przeprowadzonej jesienią 1954 do momentu ich zniesienia z dniem 1 stycznia 1973, tym samym wypierając organizację gminną w latach 1954–1972.
Gromadę Butrymowce z siedzibą GRN w Butrymowcach utworzono – jako jedną z 8759 gromad – w powiecie sokólskim w woj. białostockim, na mocy uchwały nr 22/V WRN w Białymstoku z dnia 4 października 1954. W skład jednostki weszły obszary dotychczasowych gromad Butrymowce, Plebanowce, Kudrawka, Synkowce i Bieniowce ze zniesionej gminy Nowy Dwór oraz miejscowość Leśnica kolonia z dotychczasowej gromady Siderka ze zniesionej gminy Sidra w tymże powiecie. Dla gromady ustalono 9 członków gromadzkiej rady narodowej.
1 stycznia 1956 roku gromadę przyłączono do nowo utworzonego powiatu dąbrowskiego.
31 grudnia 1959 gromadę Butrymowce zniesiono, włączając ją do gromady Nowy Dwór.